# Ungeküsst
Ungeküsst (Originaltitel: Never Been Kissed) ist ein US-amerikanischer Spielfilm aus dem Jahr 1999. Die Hauptrolle spielte Drew Barrymore, die den Film ebenfalls produzierte.

## Handlung
Die 25-jährige Journalistin Josie Geller arbeitet bei der Chicago Sun-Times. Sie wird beauftragt, als Schülerin getarnt an die High School zurückzukehren und verdeckt eine Reportage über die Jugendlichen zu schreiben. Ihr in einem Billigladen arbeitender Bruder Robert wendet ein, dass sie in der High School unbeliebt war und als Ekel-Josie (im Original: Josie-Grossie) beschimpft wurde.
Die Rückkehr erweist sich zuerst als problematisch. Ihr Bruder Robert schließt sich an, wird schnell beliebt und hilft seiner Schwester. Josie schließt einige Freundschaften, darunter mit der als Streberin geltenden Aldys Martin. Sie verliebt sich in den Literaturlehrer der Schule, Sam Coulson.
Der Verleger der Zeitung will eine sensationsbeladene Story lesen und droht, Geller, wie auch ihren direkten Vorgesetzten, zu entlassen. Josie wird mit einer Miniaturkamera ausgestattet; zahlreiche Mitarbeiter der Zeitung versammeln sich vor dem Monitor.
Auf dem Abschlussball wird Josie zur Ballkönigin ernannt. Sie schützt ihre Freundin Aldys vor einem üblen Scherz, danach deckt sie ihre Tarnung und die ihres Bruders auf. Robert ist sauer, weil er zwei Tage später bei einem Baseballspiel der Schulmannschaft mitspielen sollte. Er sagt ihr, dass ihn nichts so glücklich mache wie das Baseballspiel und anderen etwas beizubringen.
Wie geplant, schreibt Josie die Reportage; bittet allerdings zum Schluss des Artikels den Literaturlehrer, ohne seinen Namen zu nennen, beim Spiel zu erscheinen und ihr den ersten richtigen Kuss ihres Lebens zu geben. Zuerst scheint es, als ob der Lehrer nicht auftauchen würde, doch dann kommt er und küsst Josie vor Tausenden von Zuschauern.
Schließlich darf Robert doch beim Spiel als Helfer des Trainers mitwirken. Er verdankt das dem Einsatz von Josie, die dem Trainer versprach, dass angesehene Sportreporter das Spiel besuchen würden.

## Kritiken
Roger Ebert schrieb in der Chicago Sun-Times vom 9. April 1999, das Drehbuch sei nicht übermäßig originell, aber Drew Barrymore erfülle es mit ihrer sonnigen Art und erschaffe eine liebenswerte Figur. Der Alltag einer Zeitung sei zwar nicht realistisch gezeigt und Ungeküsst nicht tiefgründig, aber der Film sei witzig, großherzig und gewinnend.

## Auszeichnungen
Drew Barrymore und David Arquette gewannen für ihre Rollen den Filmpreis Blockbuster Entertainment Award. Barrymore wurde ebenfalls für den MTV Movie Award, den Kids’ Choice Award und den Teen Choice Award nominiert. Leelee Sobieski wurde für den YoungStar Award nominiert.
Die Deutsche Film- und Medienbewertung FBW in Wiesbaden verlieh dem Film das Prädikat wertvoll.

## Sonstiges
Die Idee, dass eine junge Journalistin sich als Schülerin ausgibt um einen Artikel zu schreiben, hat es 30 Jahre zuvor schon im deutschen Film Klassenkeile  gegeben. Die Idee, dass sich eine erwachsene Person als Jugendlicher ausgibt und in die Schule zurückkehrt, erinnert zudem an die Grundidee des deutschen Romans und Kultfilms Die Feuerzangenbowle.